# Željko Brkanović
Željko Brkanović (født 20. december 1937 i Zagreb - død 7. juni 2018 i Crikvenica, Kroatien) var en kroatisk komponist, professor, dirigent, pianist , producent og lærer.
Brkanović som var søn af komponisten Ivan Brkanovic, studerede klaver på Musikkonservatoriet i Zagreb, og senere komposition hos sin fader, som han afsluttede med eksamen fra Musikkonservatoriet i Skopje hos Toma Prosev (1976-1979). Han studerede herefter komposition videre hos Erhard Karkoschka i Stuttgart, og tog kurser i direktion på Chigiana Musikkonservatoriet i Siena hos bla.Hermann Scherchen. Han har skrevet 2 symfonier, orkesterværker, kammermusik, koncerter for mange instrumenter, korværker, scenemusik, vokalmusik, klaverstykker, orgelstykker etc. han skrev over 200 værker. Brkanović var også professor og lærer i komposition på Musikkonservatoriet i Zagreb (1983-2008). Han var også dirigent for forskellige teatre og hos radioens Symfoniorkester i Zagreb og Split (1963-1969). Han hører til de vigtige komponister fra Kroatien i det 20. århundrede.

## Udvalgte værker
- Symfoni nr. 1 "Sinfonia Dinamica" (1980) - for orkester
- Symfoni nr. 2 (1991) - for orkester
- "Nomos" (1975) - (Symfonisk digtning) - for orkester
- "Karyatider" (1978) - for orkester
- Klaverkoncert (1981) - for klaver og orkester
- Violinkoncert (1983) - for violin og orkester
- Koncert (2010) - for guitar, slagtøj og strygeorkester
- "Siciliana" (1998) - for klaver og strygeorkester